# 利斯納 (伊賈斯拉夫區)
50°12′28″N 26°28′29″E / 50.20778°N 26.47472°E
利斯納（烏克蘭語：Лісна），是烏克蘭西部的村莊，隸屬赫梅利尼茨基州的舍佩蒂夫卡區。該村始建於1765年，面積0.62平方公里，海拔高度212米，2001年人口97，人口密度每平方公里156.7人。